# Ryosuke Kikuchi
Ryosuke Kikuchi (菊池 涼介, Kikuchi Ryōsuke, Higashiyamato, 11 de março de 1990) é um jogador de beisebol japonês, que joga na posição de defensor interno (infielder).

## Carreira
Kikuchi compôs o elenco da Seleção Japonesa de Beisebol nos Jogos Olímpicos de Verão de 2020 em Tóquio, onde conquistou a medalha de ouro após derrotar a equipe dos Estados Unidos na final da competição por 2–0.